# Arnest Mestre i Artigas
Arnest Mestre i Artigas (Sant Pere de Ribes, 1884 - Palma, 1968) fou un enginyer agrònom, director de l'Estació Enològica de Felanitx, fundador del Celler Cooperatiu de Felanitx i impulsor del cooperativisme agrari arreu de Mallorca.
Nascut a Can Geló, va ser germà de Cristòfor Mestre i Artigas, director de l'Estació Enològica de Vilafranca del Penedès. Arnest s'incorporà a l'Estació Enològica de Reus com enginyer agregat, sota la direcció de Claudi Oliveres. El 1913 fou cridat a Mallorca per tal de dirigir l'Estació Enològica de Felanitx (creada el 1911) que ell i el seu germà Cristòfor havien ajudat a posar en marxa.
La seva tasca d'impuls i assessorament agrari es va concretar en les seves col·laboracions a les revistes especialitzades (El Cultivador Moderno) i bolletins de les Cambres Agrícoles. A partir de 1916 publicà, editats per l'Estació Enològica de Felanitx, els fulletons Curso teórico-práctico de vinicultura, Curso intensivo de Enología, Las enfermedades de la vid, etc. Al llarg de la seva vida publicà nombrosos articles i opuscles de divulgació agronòmca.
Amb l'impuls a la qualitat del vi va ser necessària la construcció d'un Celler Cooperatiu. Aquesta nova entitat es va constituir l'any 1919, i Mestre en va ser un dels fundadors. El celler es va situar a la sortida del poble cap a Campos, als peus de la Mola. El projecte va ser obra conjunta d'Arnest Mestre i de Guillem Forteza, deixeble i admirador d'Antoni Gaudí, que va dotar les edificacions d'una singular imatge modernista. Les obres s'iniciaren l'any 1920. Aquell mateix any l'Ajuntament de Felanitx el declarà Fill Adoptiu de la Ciutat i el 1922 li dedicà un carrer important.
A partir de 1923 fou el cap del servei agronòmic de les Balears. L'any 1925 traduí al castellà el Tractat d'enologia de l'italià Francesco Sannino. L'abril de 1922 és nomenat director de la Granja Agrícola. L'any 1927 va participar directament en la fundació d'un celler cooperatiu a Manacor. També va ser present en la posada en funcionament de les cooperatives de Muro i sa Pobla, i de la Tafona Cooperativa de Sóller. El 1931 va ser nomenat inspector general del cos d'enginyers agrícoles. L'any 1934 és designat president de l'Institut Nacional del Vi de Balears.
Va ser membre de l'Associació per la Cultura de Mallorca. El maig de 1931 va formar part de la comissió redactora de l'avantprojecte d'estatut d'autonomia de les Illes Balears en representació de la Cambra Oficial Agrícola.